# Duque de Finlandia
Duque de Finlandia (en finlandés Suomen herttua ; sueco hertig av Finland ) fue un título medieval ocasional otorgado como terciogenitura a los parientes del rey de Suecia entre los siglos XIII y XVI. Incluía un ducado junto con costumbres feudales y, a menudo, representaba un principado verdaderamente independiente. Gran Duque de Finlandia fue un título real nominal utilizado por los monarcas suecos desde la década de 1580 hasta 1720, que se revivió nuevamente brevemente entre 1802 y 1805 (entonces como Gran Príncipe de Finlandia ) y también fue utilizado por los monarcas de Rusia hasta 1917.

## Historia del ducado actual

### Duque Valdemar

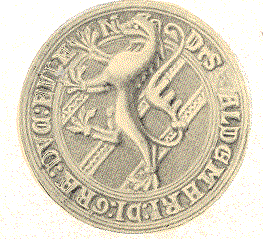
Sello de Valdemar de 1307, con el león de Bjälbo.

El hijo menor del difunto rey Magnus III de Suecia (1240-1290), Valdemar (1280s-1318), recibió el ducado de Finlandia de su difunto tío Benedicto en la coronación de su hermano mayor, el rey Birger de Suecia en 1302. El hermano mayor de Valdemar, el duque Eric, en la década de 1310 estaba estableciendo un principado verdaderamente independiente en el oeste de Suecia, siendo el duque Valdemar su aliado. No hay evidencia de que el duque Valdemar haya logrado tener una posición tan independiente como Eric, pero es obvio que Valdemar usó sus ingresos ducales para ayudar a la campaña de Eric contra el rey y mantuvo su appanage y administración finlandesa bajo Eric en lugar del rey.
En 1315, en alianza con Eric, Valdemar ganó el castillo de Turku y el castillo de Häme junto con sus provincias, es decir, la mayor parte de Finlandia, así como el castillo de Estocolmo, la mayor parte de Uppland y Borgholm con Öland, como resultado de su revuelta contra el rey. El 10 de diciembre de 1317 fue encarcelado por el rey Birger en Nyköping junto con Eric. En algún momento de 1318, los duques Valdemar y Eric murieron mientras estaban encarcelados.
Con su segunda esposa, Ingeborg de Noruega, el duque Valdemar tuvo un hijo, nacido en 1316, que se supone que murió cuando era niño.

### Duque Juan el Viejo: de ducado a gran ducado

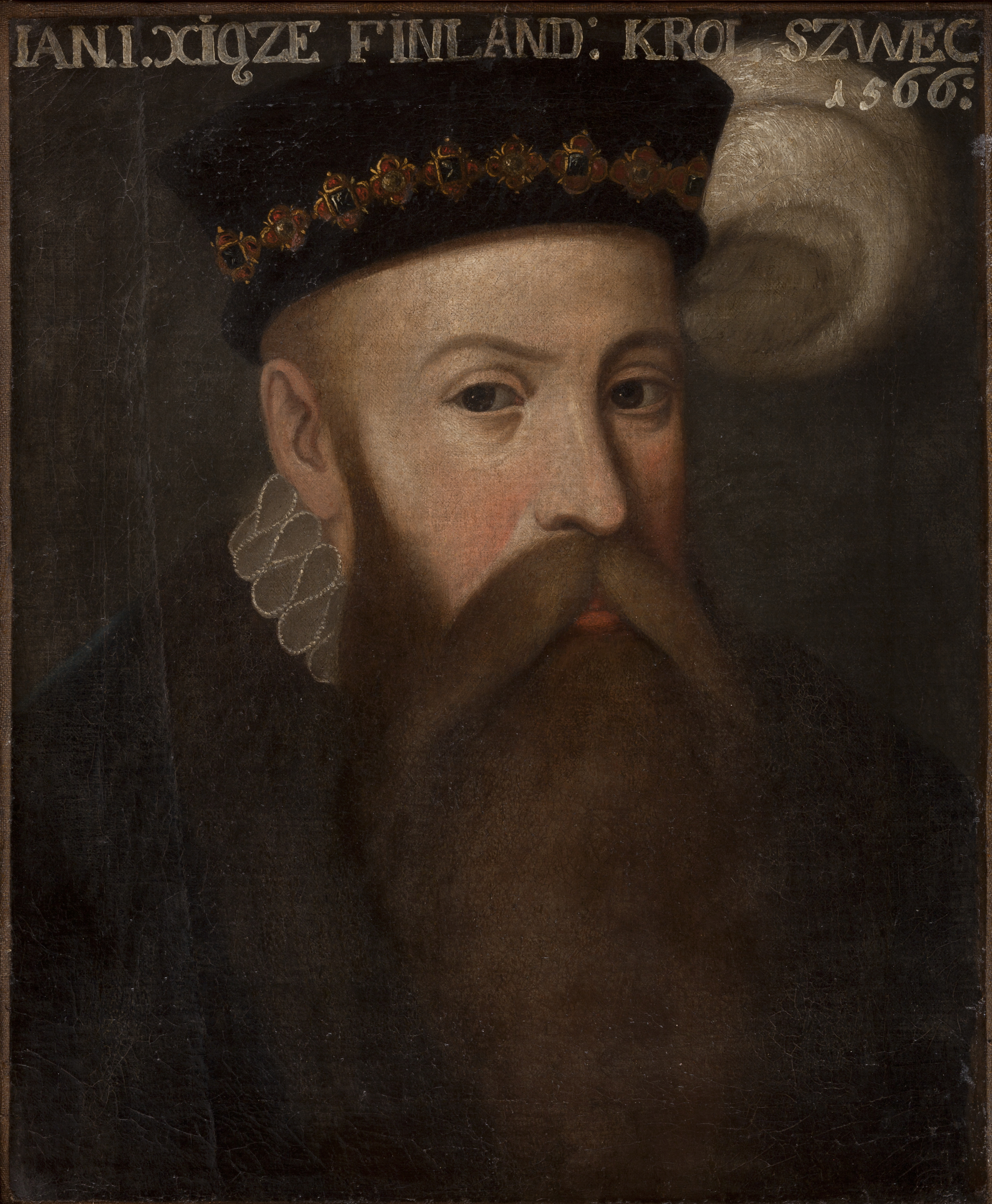
Juan el Viejo

En 1556, doscientos años después de que estuviera vacante por destitución del duque Benedicto XVI, el rey Gustavo I de Suecia (reinó entre 1523 y 1560) entregó el ducado de Finlandia a su segundo hijo, el entonces príncipe Juan de 18 años (1537-1592). Juan fue el único poseedor del título para establecer un gnuino gobierno principesco propio en Finlandia. El ducado incluía el suroeste de Finlandia, Raseborg junto con el oeste de Uusimaa y el Bajo Satakunta . El ducado así formado recibió derechos feudales extraordinariamente independientes por parte del rey. Además, Juan fue nombrado gobernador general de Finlandia, incluidas todas las demás áreas más allá del golfo de Botnia y hasta la frontera oriental. Sin embargo, esas áreas no estaban en manos del derecho feudal, sino con Juan como designado real.

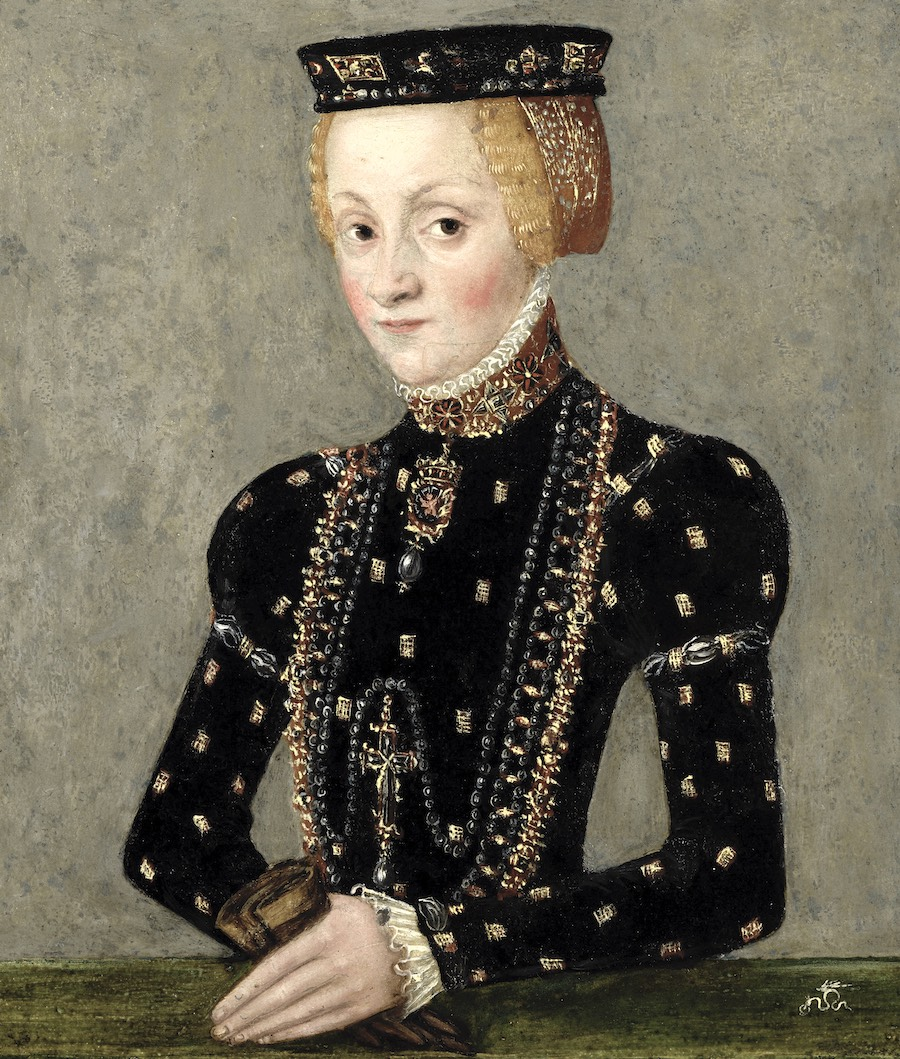
Con la duquesa Catalina, Juan mantuvo durante un año una corte renacentista en Turku.

El duque Juan se instaló en Turku, donde creó una corte principesca culta en el castillo de Turku . Fue un entusiasta mecenas de las artes y la arquitectura y decoró el castillo con un esplendor nunca antes visto en Finlandia. Antes de casarse, tuvo una amante finlandesa, Kaarina Hannuntytär . Varias familias finlandesas y suecas afirman ser descendientes de sus hijos. Después de la muerte de su padre, Juan dirigió su propia política exterior, que a veces estaba en desacuerdo con su hermano mayor, el rey Eric XIV de Suecia (reinado entre 1560 y 1568). También en asuntos domésticos, Juan pronto se opuso al rey, junto con un partido de la alta nobleza que estaba en contra de una creciente centralización del gobierno. El 4 de octubre de 1562, en contra de los deseos del rey, Juan se casó con su primera esposa, la princesa Catalina Jagellonica (1526–1583), hija del rey Sigmund I de Polonia (1467–1548). Eric consideró esta conducta como una rebelión. Juan y Catalina fueron encarcelados en el castillo de Gripsholm al año siguiente de su boda y después del asedio y conquista del castillo de Turku por las tropas reales. El duque encarcelado consideró que había conservado su título, mientras que el ducado en sí fue administrado por funcionarios reales.
Eric fue depuesto por Juan, que había sido liberado, actuando con los líderes de la nobleza en 1568, y Juan ascendió al trono de Suecia, reinando hasta su muerte en 1592 como rey Juan III. En 1589 parece haber hecho arreglos para otorgar el ducado de Finlandia al nacer a su hijo menor, el duque Juan (ver más abajo).
En 1581, el rey Juan III asumió además el título subsidiario de Gran Príncipe de Finlandia y Karelia. Karelia pronto se eliminó del título y se consideró parte de Finlandia en una extensión oriental ampliada. El título se estableció en representaciones latinas, y más tarde en el siglo XIX también en inglés, como Gran Duque de Finlandia, sin embargo, usando el finlandés (ruhtinas) y el sueco (furst), para un príncipe coronado o soberano, en sus representaciones locales.

### Juan el Joven

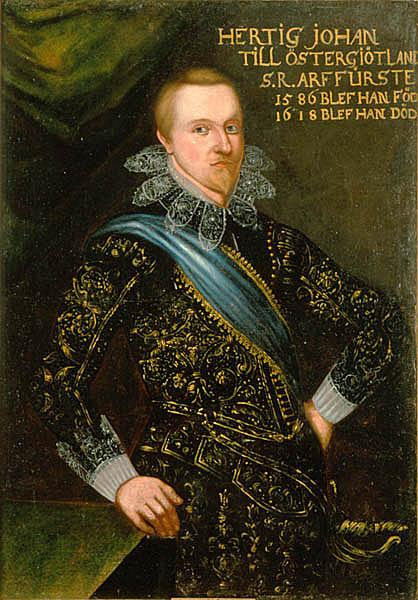
John, duque de Finlandia desde 1589 hasta 1606.

Poco antes de su muerte, el rey Juan III, anterior duque de Finlandia, entregó su antiguo ducado y su título de duque real a Juan el Joven (1589-1618), su hijo recién nacido en un segundo matrimonio con Gunilla Bielke (1568-1597)). El rey Sigmund (III) de Polonia y Suecia, medio hermano de Juan el Joven, parece haber confirmado este appanage.
Una cancillería real administraba el ducado en nombre del niño duque y le proporcionaba los ingresos que le correspondían. Sin embargo, cuando el duque Juan se acercó a la edad adulta, su ducado fue cambiado en 1606 por el de Östergötland, que anteriormente había estado en manos del hermano del rey Juan, el difunto duque Magnus. El duque Juan el Joven se casó con su prima hermana, la princesa María Isabel de Suecia (1596-1618). Murieron sin hijos.
Desde 1590 a 1599, el padre y el medio hermano de Juan (como la mayoría de los monarcas posteriores hasta 1720) continuaron llamándose Grandes Duques de Finlandia.

### Gustavo Adolfo
El príncipe heredero Gustavo Adolfo (1594-1632), hijo mayor de Carlos IX de Suecia, como heredero aparente fue nombrado duque de Finlandia en 1606, mientras que Östergötland fue asignada a su primo, el duque Juan el joven. Gustavo Adolfo comenzó a recibir ingresos ducales de Finlandia. Cuando ascendió al trono de Suecia en 1611, volvió a adoptar entre sus títulos el de Gran Duque de Finlandia. Fue el último en tener un principado feudal real de Finlandia y sus ingresos.

## Lista de duques y duquesas de Finlandia
Incluye Señores suecos de Finlandia por otros títulos.
| Título ocupado (años) | Nombre                      | notas |
| --------------------- | --------------------------- | --- |
| 1284-1291             | Príncipe Benedicto          | nombrado, también obispo de Linköping, muerto con título |
| 1302-1318             | Valdemar                    | nombrado, también duque de Uppland y Öland desde 1310, murió con títulos |
| 1302-1305             | Cristina                    | como primera esposa de Valdemar (ver arriba), hasta el divorcio |
| 1312-1353             | Ingeborg                    | como segunda esposa y viuda de Valdemar (ver arriba), depuesta, continuó como duquesa de Öland por derecho propio, murió c.1357                                                                                            |
| 1353-1357             | Benedicto                   | nombrado, depuesto, también duque de Halland hasta 1356, murió c.1360 |
| 1465-1467             | Carlos                      | nombrado Señor de Finlandia, se convirtió en rey de Suecia y Finlandia nuevamente en 1467, murió en 1470 |
| 1556-1563             | Juan                        | nombrado, depuesto, se convirtió en rey de Suecia y Finlandia en 1569, murió en 1592 (ver más abajo Rey Juan III) |
| 1562-1563             | Catalina                    | como (primera) esposa del príncipe Juan anterior, depuesta, se convirtió en reina en 1569, murió en 1583 |
| 1589-1606             | Juan                        | desde su nacimiento, depuesto, continuó como duque de East Gothland, murió con ese título en 1618 |
| 1580-1599             | Reyes Juan III y Segismundo | como monarcas también ostentaba el título nominal de Gran Duque de Finlandia, simultáneamente con Juan justo por encima |
| 1606-1632             | Gustavo Adolfo              | nombrado, también duque de Estonia 1607-1618, Södermanland 1604-1607 y Västmanland 1610-1611, se convirtió en rey de Suecia y Finlandia en 1611 y luego también mantuvo el título de Gran Duque de Finlandia, murió con él |
| 1632-1720             | gobernantes suecos          | Cristina, Carlos X Gustav, Carlos XI, Carlos XII y Ulrica Eleanor como monarcas también tenían el título nominal de Gran Duque de Finlandia.                                                                               |
| 1802-1805             | carl gustav                 | desde su nacimiento Gran Príncipe de Finlandia, murió con título |
| 1809-1917             | gobernantes rusos           | Alejandro I, Nicolás I, Alejandro II, Alejandro III y Nicolás II como emperadores también ostentaban el título nominal de Gran Duque de Finlandia.                                                                         |

Ningún duque de Finlandia ha dejado descendientes en líneas maritales que sobrevivan en la actualidad. Excepto la descendencia legítima de Juan III (los reyes de Suecia y Polonia están totalmente extintos desde 1672), el linaje de todos los demás se extinguió con su propia muerte o con la muerte de un único hijo legítimo sobreviviente.